# آدام هیوود
آدام هیوود (انگلیسی: Adam Haywood; ۲۳ مارس ۱۸۷۵ – مه ۱۹۳۲ (aged ۵۷)) فوتبالیست اهل بریتانیا بود.
از باشگاه‌هایی که در آن بازی کرده‌است می‌توان به باشگاه فوتبال آرسنال، باشگاه فوتبال بلکپول، باشگاه فوتبال وست برومویچ آلبیون، باشگاه فوتبال ولورهمپتون واندررز، باشگاه فوتبال کریستال پالاس، باشگاه فوتبال گلوسوپ نورث اند، باشگاه فوتبال کویینز پارک رنجرز، و باشگاه فوتبال گیلینگام اشاره کرد.